# 卡洛讷-里库阿尔
卡洛讷-里库阿尔（法語：Calonne-Ricouart，法語發音：[kalɔn ʁikwaʁ]）是法国上法蘭西大區加来海峡省的一个市镇，属于贝蒂讷区。

## 地理
卡洛讷-里库阿尔（50°29'13"N, 2°29'1"E）面积4.61 平方千米，位于法国上法蘭西大區加来海峡省，该省份为法国北部沿海省份，西北濒北海，南至索姆省，东临北部省。
与卡洛讷-里库阿尔接壤的市镇（或旧市镇、城区）包括：欧谢勒、马尔勒莱米讷、布律埃-拉比西耶尔、康布兰沙特兰、科希阿拉图尔、迪维永。
卡洛讷-里库阿尔的时区为UTC+01:00、UTC+02:00（夏令时）。

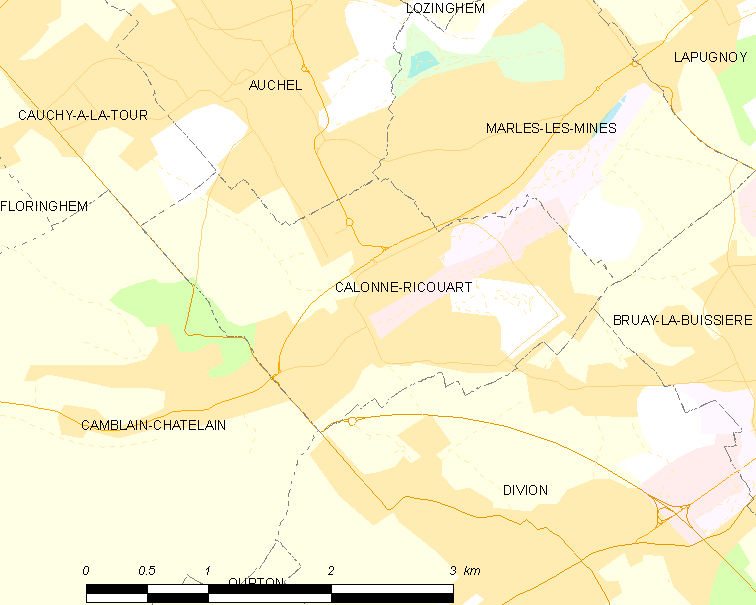
卡洛讷-里库阿尔的OSM定位图

## 行政
卡洛讷-里库阿尔的邮政编码为62470，INSEE市镇编码为62194。

## 政治
卡洛讷-里库阿尔所属的省级选区为欧谢勒县。

## 人口

1962-2008年间卡洛讷-里库阿尔人口变化图示

卡洛讷-里库阿尔于2022年1月1日时的人口数量为5416人。